# Абу Якуб аль-Вариджляни
Абу Якуб Юсуф бин Ибрагим бин Миад аль-Сударати аль-Вариджляни (أبو يعقوب بن إبراهيم بن مياد السدراتي الوارجلاني) из деревни Сидрата регион Уарглана (Алжир), являлся выдающимся ученым Ибадитской правовой школы Ислама. Родился около 500 года по хиджре (1106 г.). Умер в 570 году по хиджре (1175 г.). В юности он путешествовал в Андалусию, жил в Кордове и оставил свое Толкование Корана. Именно он привел Муснад аль-Раби бин Хабиба в тот вид как он известен теперь. После возвращения из Андалусии, отправился в страны Магриба и Африки, и по его сообщениям добрался до экватора. Совершил хадж, где встречался с известными учёными своего времени. Позже вернулся в родную деревню, где и был похоронен.
Книги написанные им:
1. Аль-адль ва ль-инсаф фи асвали ль-фикх
2. Ад-далиль ва ль-бурхан
3. Мардж аль-бахрейн фи ль-мантык ва ль-фальсафа
4. Мурадж аз-захаб фи ль-фальсаф
5. Тафсир аль-Куран Кярим
6. Аль-джамиа ас-сахих
7. Фатху ль-Магриб (Открытие стран запад), переведена на французский востоковедом Монтескье
8. Китаб фи ль-фикх
9. Аль-касыдату ль-хиджази